# Distrikt Socos
Der Distrikt Socos liegt in der Provinz Huamanga in der Region Ayacucho in Südzentral-Peru. Der Distrikt wurde am 14. Juni 1968 gegründet. Er besitzt eine Fläche von 82,1 km². Beim Zensus 2017 wurden 6328 Einwohner gezählt. Im Jahr 1993 lag die Einwohnerzahl bei 6365, im Jahr 2007 bei 6903. Die Distriktverwaltung befindet sich in der 3400 m hoch gelegenen Ortschaft Socos mit 578 Einwohnern (Stand 2017). Socos liegt 9 km südwestlich der Provinz- und Regionshauptstadt Ayacucho (Huamanga).

## Geographische Lage
Der Distrikt Socos liegt im Andenhochland im zentralen Westen der Provinz Huamanga. Er hat eine Längsausdehnung in Nord-Süd-Richtung von knapp 29 km sowie eine maximale Breite von 8,5 km. Im Süden reicht der Distrikt bis zum Río Matarayocc, ein rechter Nebenfluss des Río Cachi.
Der Distrikt Socos grenzt im Westen an den Vinchos, im Nordwesten an den Distrikt San José de Ticllas, im Nordosten an den Distrikt Ayacucho, im Osten an den Distrikt Carmen Alto sowie im Südosten an den Distrikt Chiara.

## Ortschaften
Neben dem Hauptort gibt es folgende größere Ortschaften im Distrikt:
- La Merced Loyanta (361 Einwohner)
- Manzanayocc (277 Einwohner)
- Maucallacta (404 Einwohner)
- Paucho (209 Einwohner)
- San Rafael (441 Einwohner)
- Yanayacu (236 Einwohner)